# Il vento dal nulla
Il vento dal nulla (The Wind From Nowhere) è il primo romanzo di J.G. Ballard, pubblicato per la prima volta nel 1961.
La storia è la prima di una serie di libri dedicati da Ballard ai possibili disastri naturali che potrebbero abbattersi sulla Terra, ed in questo la civiltà umana viene messa in ginocchio da un terribile e costante uragano che imperversa in tutto il mondo. 

## Trama
Il romanzo comincia con un vento insolitamente forte, all'inizio apprezzabile con difficoltà. Il vento, la cui origine resta sempre inspiegata, cresce in continuazione in tutto il mondo e comincia a creare difficoltà alle attività umane.
Il vento continua a crescere e genera morte e distruzione. Alcune persone cominciano a pensare di costruire un edificio capace di resistere a qualsiasi vento.
Il vento continua a crescere di intensità, sconvolgendo tutta la vita sulla Terra.
Viene realizzato un edificio piramidale capace di resistere ad esso. 
La forza del vento continua a crescere ed esso distrugge tutte le opere dell'uomo, solo la piramide resta. Il vento cresce ancora, anche la piramide viene travolta.
Solo allora, il vento comincia a calare di intensità.

## Edizioni
- James Graham Ballard, Il vento dal nulla, traduzione di Stefano Torossi, collana Urania Millemondiestate, Arnoldo Mondadori Editore, 1981,  p. 463, N/A.